# PT-91
Der PT-91 Twardy (poln. „Der Harte“) ist ein Kampfpanzer aus Polen, der aus dem sowjetischen T-72M1 weiterentwickelt wurde. Der PT-91 befindet sich bei den Streitkräften von Polen, Malaysia und der Ukraine im Dienst, wobei die malaysische Variante PT-91M im Vergleich zum polnischen Basismodell wesentlich modifiziert wurde.

## Geschichte
Der PT-91 wurde ab Ende der 1980er-Jahre bis Anfang der 1990er Jahre von polnischen Ingenieuren aus dem sowjetischen T-72M1 entwickelt, der in Polen von der Rüstungsfirma Bumar Łabędy in Gliwice (Gleiwitz) in Lizenz gebaut wurde. Das Ziel war die Beseitigung der gröbsten Schwächen des T-72, ohne allzu stark in die Konstruktion einzugreifen, damit der Umrüstungsaufwand und damit die Kosten minimiert werden konnten. Daher mussten sich alle neuen Elemente ohne großen Aufwand einbauen lassen (z. B. passt die Wärmebildkamera in die Öffnung der alten, aktiven Nachtsichteinrichtung). Überdies wurden einige bekannte Schwächen erst gar nicht angegangen, wie unzuverlässiger Ladeautomat, schlechtes Fahrwerk, schwache Grundpanzerung, verschleißanfällige Kanone, schlechte Stabilisierungsanlage, veraltetes Schaltgetriebe usw.
Damit sollten die nunmehr in die Jahre gekommenen T-72M modernisiert werden, um so einen leistungsfähigen wie auch preiswerten Standardpanzer zu erhalten, der mit den Modellen der NATO in etwa vergleichbar sein sollte. Diese kostengünstige Lösung bot sich deshalb an, weil Polen eine größere Stückzahl T-72 im Dienst hatte (über 800 Stück), die umgerüstet werden sollten, um eine anfangs noch vorgesehene sehr kostspielige komplette Neuanschaffung eines westlichen Kampfpanzermodells zu vermeiden.
Einige der Lösungen haben sich durchaus bewährt. Die indischen Streitkräfte haben die im PT-91 verbaute polnische digitale Feuerleitanlage DRAWA für das Modernisierungsprogramm ihrer T-72-Flotte ausgewählt. Der Stückpreis betrug etwa 250.000 US-Dollar. Das Laserwarnsystem OBRA wird auch bei der Modernisierung tschechischer T-72 verwendet.
Der PT-91 ist wie der T-72 mit Vorbereitung bis zu einer Tiefe von fünf Metern unterwasserfahrfähig und verfügt über eine Eingrabevorrichtung (Frontschaufel kann dazu angebracht werden) sowie über einen Bergebalken. Der Turm wird weiterhin aus gegossenen Teilen zusammengeschweißt. Er verfügt über keine moderne Schottpanzerung rundherum, sondern lediglich über einen Siliziumkern, der einen Hohlladungs-Stachel zerstreuen oder ablenken soll. Die Frontpanzerung der geschweißten Wanne ist zwar in Mehrschichtbauweise (Stahlplatten verschiedener Härtegrade + Dyneema) ausgeführt, verfügt aber über keine Keramikplatten. Zusätzlich sind an großen Teilen des Panzers (besonders an der Front) zusätzliche in Polen hergestellte Reaktivpanzerungselemente angebracht.
Der Stückpreis eines Basis-PT-91 betrug etwa 1,5 Mio. US-Dollar. Es wurden etwa 100 neue PT-91 durch die polnischen Streitkräfte angeschafft. Ungefähr 130 weitere T-72 wurden instand gesetzt und auf den Standard des PT-91 umgerüstet. Alle 233 PT-91 wurden in der 11. Panzerkavalleriedivision zusammengefasst (in der 10. Panzerkavalleriebrigade in Świętoszów und in der 34. Panzerkavalleriebrigade in Żagań). Inzwischen wurde die 10. Panzerkavalleriebrigade in Świętoszów auf den deutschen Leopard-2A4-Panzer (128 Stück) umgerüstet. Sie ist (im Kriegsfall) im Rahmen der NATO der deutschen 1. Panzerdivision mit Hauptquartier in Oldenburg unterstellt.

## Hauptänderungen im Vergleich zum T-72M1

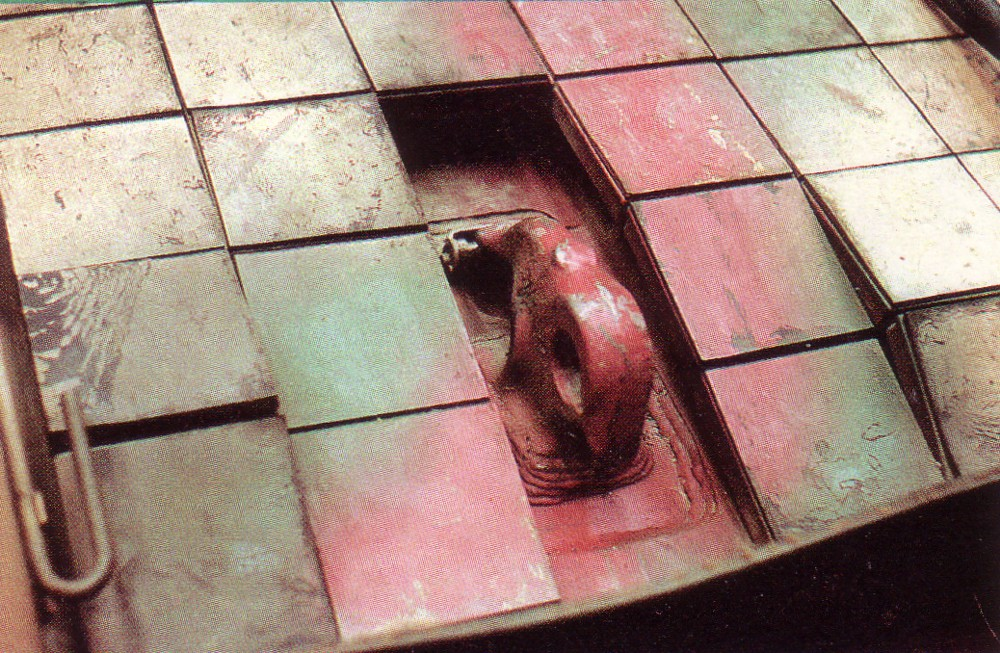
ERAWA-Reaktivpanzerung am PT-91

Der PT-91 ist als Derivat des T-72M diesem äußerlich nach wie vor sehr ähnlich, besitzt jedoch gegenüber dem Original einige Verbesserungen:
- Völlig neue polnische digitale Feuerleitanlage (DRAWA der Firma PCO) – Im Vergleich zum russischen Basismodell wesentlich präziser und leistungsfähiger
- Laserwarnsystem (OBRA der Firma PCO) – falls der Panzer von einem Laser-Zielmarkierungsgerät erfasst wird, wird dem Kommandanten Alarm gegeben und die Nebelmittelwurfanlage aktiviert (automatisch oder auch manuell)
- Israelische Wärmebildkamera (Firma ElOp) in Verbindung mit neuen Infrarot-Sensoren
- Reaktivpanzerung (ERAWA, ERA – explosive reactive armour, WA – Wiśniewski, Adam) an Front, Turm sowie den Seiten, die Heckpanzerung wurde im Allgemeinen beibehalten
- Feuerlöschanlage von Kidde-Deugra

## PT-91M

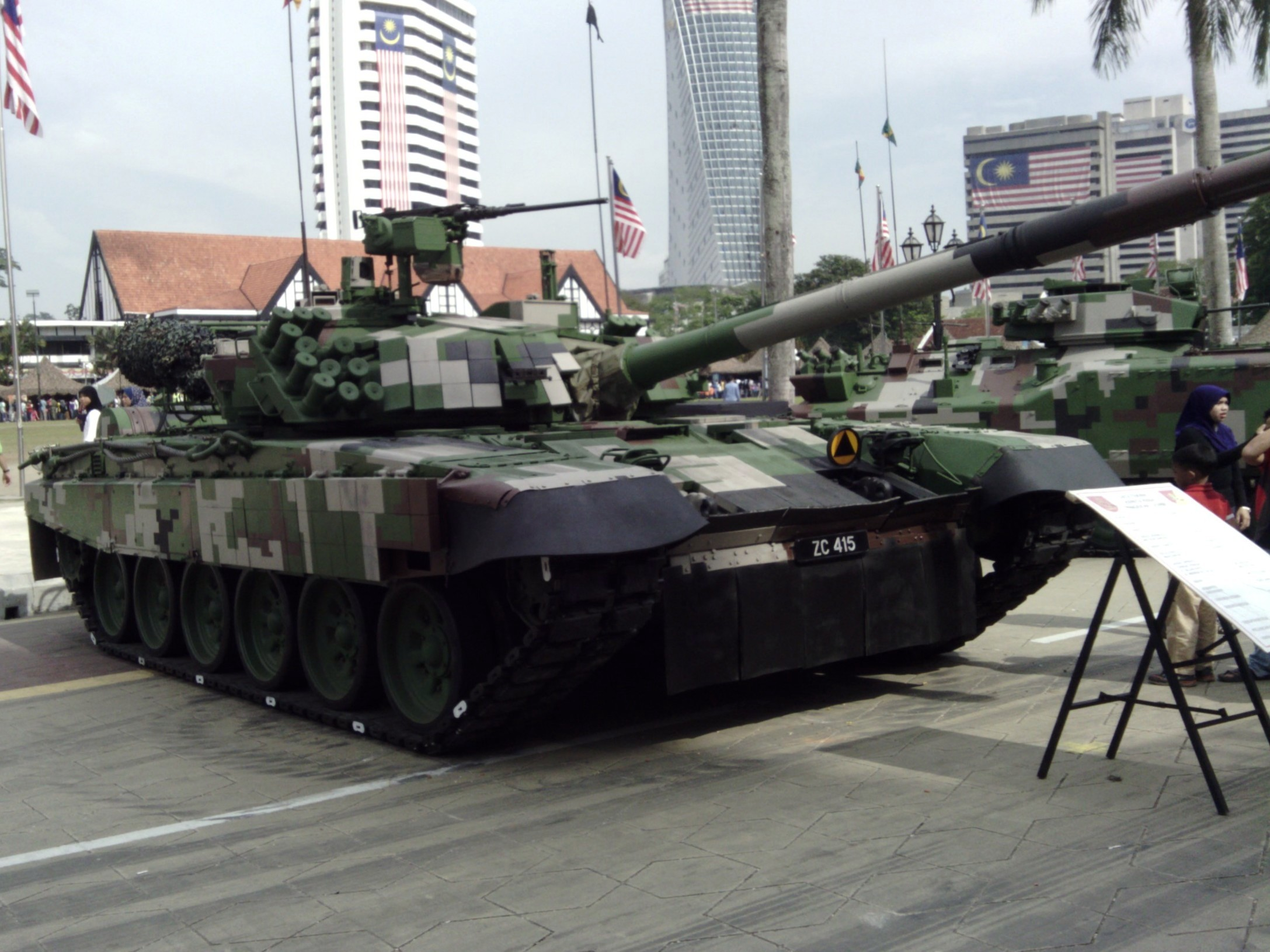
PT-91M „Pendekar“ mit Digitaltarnmuster

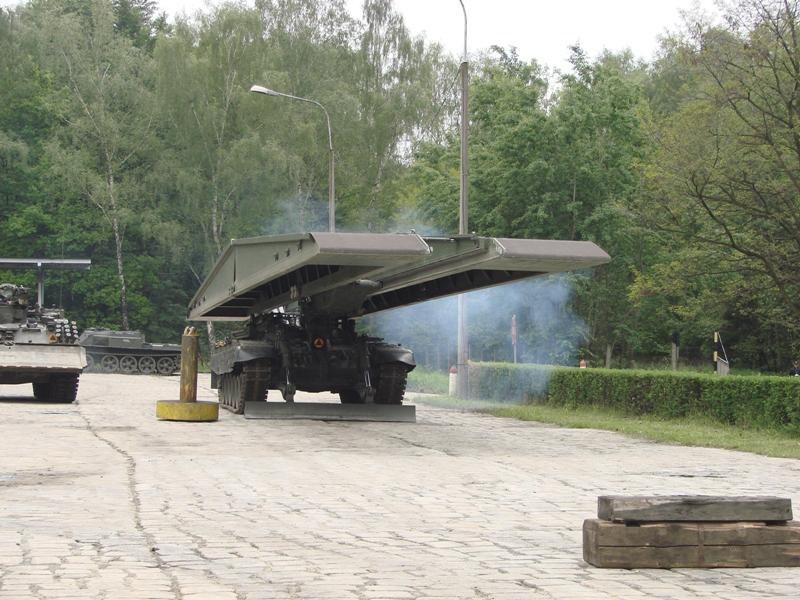
Polnischer PMC Leguan auf Basis eines PT-91M-Fahrgestells

Die für die Streitkräfte Malaysias hergestellten Bumar Łabędy PT-91M „Pendekar“, die im April 2003 geordert wurden, verfügen im Gegensatz zum originalen PT-91 über weitere tiefgreifendere Modifikationen:
- Französische Feuerleitanlage (Savan 15 der Firma Sagem) inkl. Catherine-Wärmebildgerät der dritten Generation
- Neue elektrische Turmrichtantriebe und Stabilisierungsanlage (EADS EPS 72 – Albatross)
- Hydrostatisches Automatikgetriebe (ESM 350M der Firma SESM – französische Tochtergesellschaft der Renk AG)
- Ketten mit Gummipolstern (der Firma Diehl)
- Verbesserte Kanone 2A46MS (der Firma Konštrukta-Defence aus der Slowakei)
- Klimaanlage
- Elektrische Kommandantenoptik (Vigy 15 von Sagem)
- SOTAS-Intercom (Thales NL, ehemals Signaal)
- Thales-Funkgeräte (RRC 9500, gefertigt in Polen bei Radmor)
- Dieselmotor S-1000R mit 1000 PS (von der polnischen Firma Wola SA)

Möglicherweise ist ein Hilfstriebwerk (APU – auxiliary power unit) eingebaut und eine Fahrwerksmodernisierung (Einsatz von Elastomeren) vorgenommen worden.  Ebenfalls kann diese Variante bereits über eine Keramikpanzerung (CAWA, CA – ceramic armour, WA – Wiśniewski, Adam) an der Front verfügen.

## Varianten

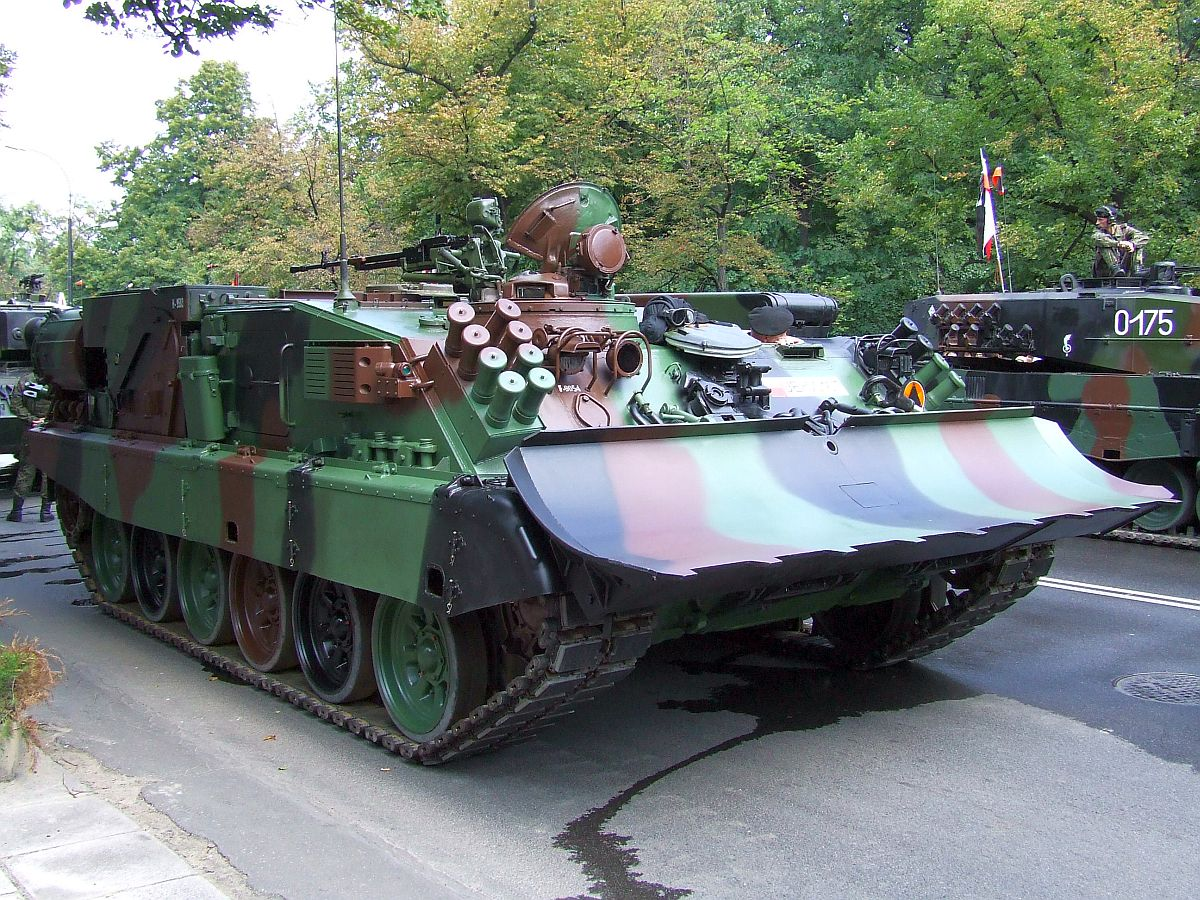
Bergepanzer WZT-3

- PT-72U – Variante des PT-91 für sogenannte MOUT-Einsätze (Military Operations in Urban Terrain).
- PZA Loara (Przeciwlotniczy Zestaw Artyleryjski) – Flugabwehrpanzer mit zwei 35-mm-Maschinenkanonen – 35-mm-Oerlikon-Zwillingskanone
- PMC-90 (Pływający Most Czołgowy) – Brückenlegepanzer
- WZT-3 (Wóz Zabezpieczenia Technicznego 3) – Bergepanzer auf Basis des PT-91
- WZT-4 (Wóz Zabezpieczenia Technicznego 4) – Bergepanzer auf Basis des PT-91M

## Kampfeinsätze
Der PT-91 wird von der Ukraine im Russisch-Ukrainischen Krieg eingesetzt. Laut dem Oryx-Blog gingen seit dem ersten Einsatz Anfang Juni 2023 mit Stand Januar 2025 mindestens elf Fahrzeuge verloren.

## Nutzerstaaten
- Polen – 233 PT-91
- Malaysia – 48 PT-91M
- Ukraine – unbekannte Anzahl, geliefert nach dem Angriff auf die Ukraine 2022[3]